# Jób lázadása
Jób lázadása (slovensko: Jobov upor) je madžarski dramski film iz leta 1983, ki sta ga režirala Imre Gyöngyössy in Barna Kabay ter zanj napisala tudi scenarij skupaj še s Katalin Gyöngyössy in Katalin Petényi. V glavnih vlogah nastopata Ferenc Zenthe in Hédi Temessy kot Jób in Róza, starejši judovski zakonski par, ki prevzame skrb nad nejudovsko siroto Lackóm (Gábor Fehér). Nanj želita prenesti svoje znanje in premoženje preden holokavst zajame tudi Madžarsko.
Film je bil premierno prikazan 1. decembra 1983 v madžarskih kinematografih in je naletel na dobre ocene kritikov. Kot madžarski kandidat je bil nominiran za oskarja za najboljši mednarodni celovečerni film na 56. podelitvi. Ob ameriški premieri filma v New Yorku je Gyöngyössy film opisal kot »sporočilo, ne le med generacijami, ampak tudi med narodi«.

## Vloge
- Ferenc Zenthe kot Jób
- Hédi Temessy kot Róza
- Péter Rudolf kot Jani
- Léticia Cano kot Ilka
- István Verebes kot rabin (glas)
- László Gálffi kot Cirkuszos
- Gábor Fehér kot Lackó
- Nóra Görbe kot Ilka (glas)
- András Ambrus kot odvetnik
- Sándor Oszter kot direktor sirotišnice
- Péter Blaskó kot mladi sosed
- Flóra Kádár